# St. Vincent's Court
St. Vincent's Court è il quarto album discografico in studio della cantante Kim Carnes, pubblicato nel 1979.

## Tracce
1. What Am I Gonna Do (Kim Carnes, Dave Ellingson) – 2:58
2. Jamaica Sunday Morning (Carnes, Ellingson) – 4:23
3. Stay Away (Carnes) – 4:00
4. Lookin' for a Big Night (Carnes, Ellingson) – 3:54
5. Paris Without You (St. Vincent's Court) (Carnes, Ellingson) – 5:15
6. It Hurts So Bad (Carnes) – 3:02
7. Lose in Love (Carnes) – 3:45
8. Skeptical Shuffle (Carnes, Ellingson) – 3:30
9. Take Me Home to Where My Heart Is (Daniel Moore) – 3:13
10. Blinded by Love (Carnes, Ellingson) – 3:00
11. Goodnight Moon (Carnes, Ellingson) – 3:37